# Trinquemalay (district)
Pour l’article homonyme, voir Trinquemalay.

Localisation du district de Trinquemalay.

Le district de Trinquemalay ou district de Trincomalee (tamoul : திருகோணமலை மாவட்டம் Tirukŏṇamalai, singhalais : තිරිකුණාමළය දිස්ත්‍රික්කය Trikuṇāmalaya) est un des vingt-cinq districts du Sri Lanka. Avec Batticaloa et Ampara, c'est l'un des districts de la province de l'Est. Il mesure 2 727 km2, dont 2 529 km2 de terres, et sa capitale est Trinquemalay.

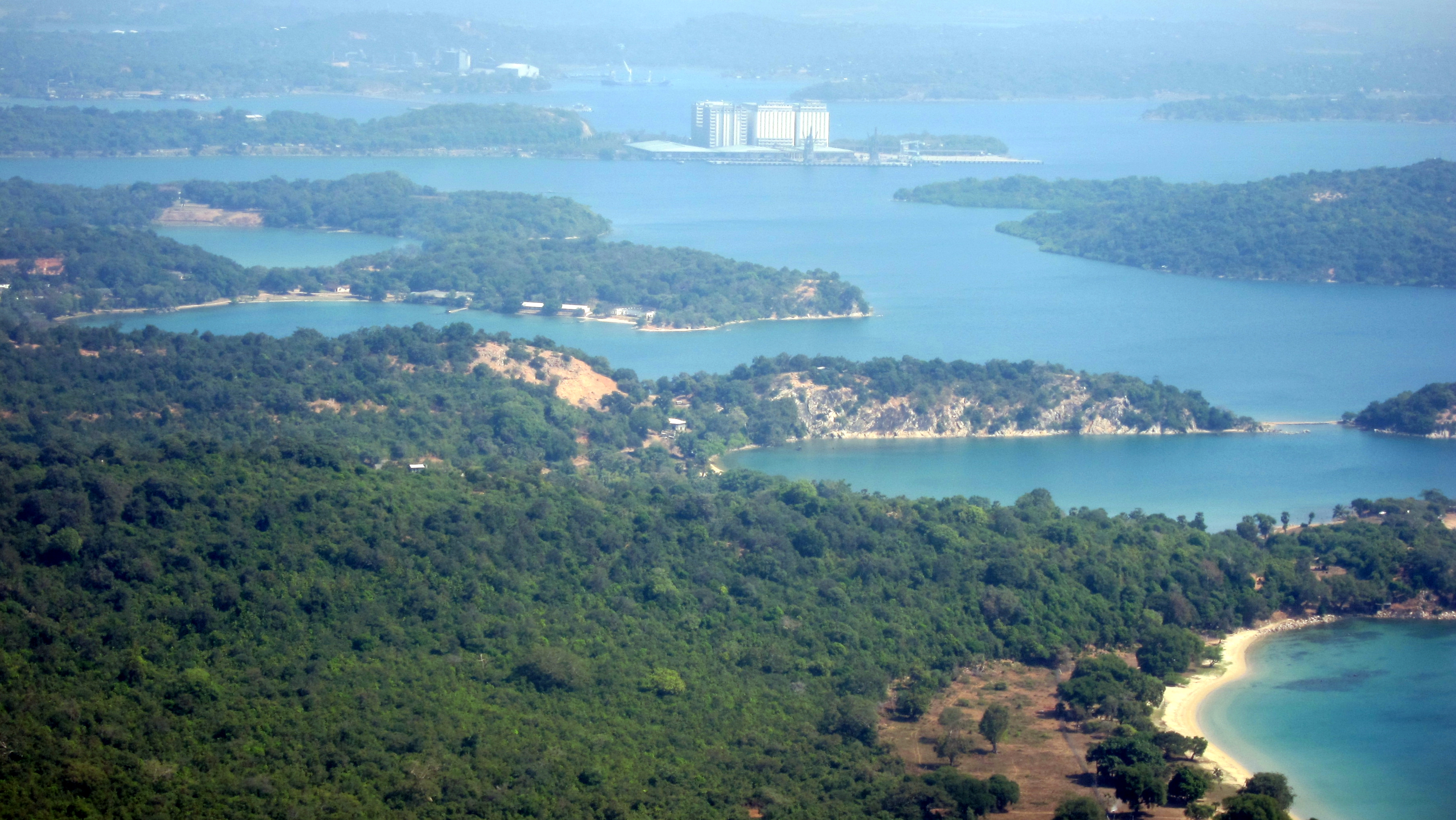
Baie de Trincomalee